# Nekrolog 3. Quartal 1902
Nekrolog
◄◄
| ◄
| 1898
| 1899
| 1900
| 1901
| 1902 | 1903 | 1904 | 1905 | 1906 | ► | ►►
1. Quartal |
2. Quartal |
3. Quartal |
4. Quartal 1902
Weitere Ereignisse | Allgemeiner Nekrolog 1902
Die Beschreibung der verstorbenen Person sollte so kurz wie möglich gehalten sein und nur deren signifikante Tätigkeit(en) enthalten.
Neue Namen ggf. auch unter dem Geburts- und Sterbedatum, also etwa unter 1. Januar und im Geburts- und Sterbejahr (2024) eintragen (nur bei entsprechender großer Wichtigkeit). Für Beispiele siehe die schon vorhandenen Artikel.
Außerdem über die fünf zuletzt Verstorbenen, zu denen es einen ausreichend guten Artikel für eine Präsentation auf der Hauptseite gibt, nach der todesbedingten Überarbeitung der Artikel ggf. auch unter Wikipedia Diskussion:Hauptseite informieren und sie am besten auch in den anderen Wikipedia-Sprachversionen eintragen. Tipp: Regelmäßig bei news.google.de nach „ist tot“, „gestorben“ oder „verstorben“ suchen.
Wenn eine Person gestorben ist, gibt es viele Seiten zu dieser Person in der Wikipedia, die davon auch betroffen sind und entsprechend aktualisiert werden müssen. Beispiele: Namenübersichtsseite, Geburtsjahr, Geburtsort-Seiten und viele mehr.
Wie finde ich die betroffenen Seiten?
Im Suchfeld auf der linken Seite gibt man den Suchbegriff so ein: „Vorname Nachname“. Dann klickt man auf Volltext und alle Seiten mit entsprechendem Suchtext werden aufgerufen. Hier sieht man dann schnell, wo auch das Todesjahr Sinn macht oder sogar ein Teil des Artikels angepasst werden muss. Auch hilft das „Werkzeug“ auf der linken Seite sehr gut, um solche Seiten aufzufinden: „Links auf diese Seite“. Somit ist die Wikipedia wieder aktuell in allen Bereichen! Hinweis: bei Eintragung der Kategorie „Gestorben JAHR“ wird der Missbrauchsfilter 49 ausgelöst, was jedoch nicht schlimm ist. Siehe: Spezial:Missbrauchsfilter/49
Dies ist eine Liste von im dritten Quartal 1902 verstorbenen bekannten Persönlichkeiten. Die Einträge erfolgen innerhalb der einzelnen Daten alphabetisch sortiert. Tiere sind im Nekrolog für Tiere zu finden.

## Juli
| Tag      | Name                                                    | Beruf, bekannt als                                                                                              | Alter | Beleg |
| -------- | ------------------------------------------------------- | --- | ----- | ----- |
| 1. Juli  | Wilhelm Kienzl                                          | österreichischer Jurist und Politiker                                                                           | 74    |       |
| 2. Juli  | Émery Lavigne                                           | kanadischer Pianist, Organist und Musikpädagoge                                                                 | 43    |       |
| 2. Juli  | Vojtěch Šafařík                                         | tschechischer Chemiker                                                                                          | 72    |       |
| 3. Juli  | James Francis Miller                                    | US-amerikanischer Politiker                                                                                     | 71    |       |
| 4. Juli  | Rudolf von Buol-Berenberg                               | deutscher Politiker (Zentrum), MdR und Reichstagspräsident                                                      | 60    |       |
| 4. Juli  | Hervé Faye                                              | französischer Astronom                                                                                          | 87    |       |
| 4. Juli  | Vivekananda                                             | hinduistischer Mönch und Gelehrter                                                                              | 39    |       |
| 5. Juli  | Josef Suppan                                            | österreichischer Jurist und Politiker                                                                           | 74    |       |
| 6. Juli  | Hermann von Bechtold                                    | deutscher Verwaltungsjurist                                                                                     | 66    |       |
| 6. Juli  | Maria Goretti                                           | italienische Jungfrau, Märtyrin und Heilige                                                                     | 11    |       |
| 6. Juli  | Leopoldo Miguez                                         | brasilianischer Komponist                                                                                       | 51    |       |
| 6. Juli  | Andrejs Pumpurs                                         | lettischer Dichter und Schriftsteller                                                                           | 60    |       |
| 7. Juli  | Richard Förster                                         | deutscher Ophthalmologe; Hochschullehrer und Rektor in Breslau                                                  | 76    |       |
| 7. Juli  | William H. Perry                                        | US-amerikanischer Politiker                                                                                     | 63    |       |
| 7. Juli  | Johann Heinrich Schwicker                               | deutsch-ungarischer Historiker und Politiker                                                                    | 63    |       |
| 8. Juli  | Otto Richard Kraetzschmar                               | deutscher evangelischer Theologe                                                                                | 34    |       |
| 9. Juli  | Mark Matwejewitsch Antokolski                           | jüdisch-russischer Bildhauer                                                                                    | 58    |       |
| 9. Juli  | Serena Lake                                             | australische Evangelistin, Suffragette und Abstinenzlerin                                                       | 59    |       |
| 9. Juli  | William Marvin                                          | US-amerikanischer Jurist und Politiker                                                                          | 94    |       |
| 9. Juli  | Manfred Wittich                                         | deutscher Schriftsteller, Journalist und Literarhistoriker                                                      | 51    |       |
| 10. Juli | Isaac H. Duval                                          | US-amerikanischer Politiker                                                                                     | 77    |       |
| 10. Juli | Julius von Ficker                                       | deutsch-österreichischer Historiker                                                                             | 76    |       |
| 10. Juli | Friederike von Schleswig-Holstein-Sonderburg-Glücksburg | Herzogin von Anhalt-Bernburg                                                                                    | 90    |       |
| 10. Juli | Maximilian Gritzner                                     | deutscher Heraldiker                                                                                            | 58    |       |
| 10. Juli | Lőrinc Schlauch                                         | rumänisch-ungarischer Kardinal                                                                                  | 78    |       |
| 10. Juli | August Theodor Müller                                   | königlich preußischer Generalmajor und zuletzt Kommandeur des Feld-Artillerieregiment Nr. 26                    | 84    |       |
| 12. Juli | Pieter Caland                                           | niederländischer Ingenieur                                                                                      | 75    |       |
| 12. Juli | Patrick Augustine Feehan                                | irischer Geistlicher, Erzbischof von Chicago                                                                    | 72    |       |
| 13. Juli | Benjamin Bilse                                          | deutscher Dirigent und Komponist                                                                                | 85    |       |
| 13. Juli | Jesús Fructuoso Contreras                               | mexikanischer Bildhauer                                                                                         | 36    |       |
| 13. Juli | Emanuel Herrmann                                        | österreichischer Nationalökonom                                                                                 | 63    |       |
| 14. Juli | Camille Delthil                                         | französischer Politiker und Schriftsteller                                                                      | 68    |       |
| 15. Juli | Georg Genschow                                          | deutscher Landschaftsmaler                                                                                      | 73    |       |
| 16. Juli | François Allain-Targé                                   | französischer Politiker                                                                                         | 70    |       |
| 16. Juli | William Bell junior                                     | US-amerikanischer Politiker                                                                                     | 73    |       |
| 16. Juli | Heinrich Hofmann                                        | deutscher Komponist                                                                                             | 60    |       |
| 16. Juli | Henry Dunning Macleod                                   | schottischer Nationalökonom                                                                                     | 81    |       |
| 16. Juli | Karl Ludwig Werner                                      | deutscher Organist und Komponist                                                                                | 39    |       |
| 17. Juli | Oscar Turner                                            | US-amerikanischer Politiker                                                                                     | 34    |       |
| 18. Juli | Hammud ibn Muhammad ibn Said                            | Sultan von Sansibar                                                                                             |       |       |
| 18. Juli | James Marshall                                          | niederländisch-deutscher Maler                                                                                  | 64    |       |
| 18. Juli | Saigō Tsugumichi                                        | japanischer Politiker und Armeeoffizier                                                                         | 59    |       |
| 19. Juli | James Calvin McDearmon                                  | US-amerikanischer Politiker                                                                                     | 58    |       |
| 20. Juli | Edouard Cumenge                                         | französischer Bergbauingenieur und Mineraloge                                                                   | 74    |       |
| 21. Juli | Carl Jakob Adolf Christian Gerhardt                     | deutscher Internist und Leiter der Charité                                                                      | 69    |       |
| 21. Juli | Hugo Mairich                                            | deutscher Ingenieur                                                                                             | 39    |       |
| 21. Juli | Friedrich Schlie                                        | deutscher Archäologe und Kunsthistoriker                                                                        | 62    |       |
| 22. Juli | Carl von Binzer                                         | deutscher Maler                                                                                                 | 77    |       |
| 22. Juli | Thomas Croke                                            | römisch-katholischer Erzbischof von Cashel und Emly in Irland                                                   | 78    |       |
| 22. Juli | Mieczysław Halka Ledóchowski                            | polnischer Geistlicher, Kardinal und Erzbischof von Gnesen                                                      | 79    |       |
| 22. Juli | Allen T. Wikoff                                         | US-amerikanischer Offizier, Jurist und Politiker                                                                | 76    |       |
| 23. Juli | Elsa Neumann                                            | deutsche Physikerin                                                                                             | 29    |       |
| 25. Juli | Charlotte Vahldiek                                      | deutsche Malerin                                                                                                | 75    |       |
| 26. Juli | Charles Kendall Adams                                   | US-amerikanischer Historiker                                                                                    | 67    |       |
| 26. Juli | Charles Dadant                                          | französischer Imker und Mitbegründer der modernen Bienenzucht                                                   | 85    |       |
| 26. Juli | Moritz Guggenheimer                                     | deutscher Bankier                                                                                               | 77    |       |
| 27. Juli | Hermann Sprecher von Bernegg                            | Schweizer Jurist und Politiker                                                                                  | 58    |       |
| 27. Juli | Gustave Trouvé                                          | französischer Erfinder                                                                                          | 63    |       |
| 28. Juli | Jean-Georges Vibert                                     | französischer Maler                                                                                             | 61    |       |
| 29. Juli | Bernhard Demmer                                         | deutsch-österreichischer Lokomotivkonstrukteur und Gründer der Wiener Lokomotivfabrik Floridsdorf               | 69    |       |
| 29. Juli | Joseph Kürschner                                        | deutscher Schriftsteller und Lexikograph                                                                        | 48    |       |
| 29. Juli | John Wesley Ross                                        | US-amerikanischer Politiker                                                                                     | 61    |       |
| 30. Juli | Henriette Faißt                                         | deutsche Industriellengattin, Stifterin der Henriette und Hugo Faißt-Stiftung, Gründerin der Hugo Wolf Akademie | 71    |       |
| 30. Juli | Johann Michael Triller                                  | deutscher Geistlicher und Politiker (Zentrum), MdR                                                              | 76    |       |
|          | Theodor Sandel                                          | deutscher Architekt und Vermessungsingenieur                                                                    | 56    |       |

## August
| Tag        | Name                            | Beruf, bekannt als                                                                                                 | Alter | Beleg |
| ---------- | ------------------------------- | --- | ----- | ----- |
| 1. August  | Etienne Chatton                 | Schweizer Straftäter, letzte Hinrichtung in der Romandie                                                           |       |       |
| 1. August  | Elizabeth Stoddard              | US-amerikanische Schriftstellerin                                                                                  | 79    |       |
| 1. August  | Karl Ferdinand Thewalt          | preußischer Kommunalpolitiker                                                                                      | 69    |       |
| 2. August  | Rudolf Bibl                     | österreichischer Organist und Komponist                                                                            | 70    |       |
| 2. August  | Hermann Kühn                    | deutscher Architekt und Kunstgewerbler                                                                             | 53    |       |
| 2. August  | Johann Redl                     | österreichischer Politiker                                                                                         | 69    |       |
| 2. August  | Ernst Wagner                    | deutscher Glasfabrikant und Kommunalpolitiker                                                                      | 65    |       |
| 3. August  | Otto Braehmer                   | deutscher Mediziner                                                                                                | 64    |       |
| 3. August  | Stephen Wheeler Downey          | US-amerikanischer Politiker                                                                                        | 63    |       |
| 3. August  | Edvard Engelsaas                | norwegischer Eisschnellläufer                                                                                      | 29    |       |
| 3. August  | Albert von Holleben             | Geheimer Staatsrat, Kammerherr und Vorstand der Finanzabteilung des Fürstlich Schwarzburgischen Ministeriums       | 76    |       |
| 3. August  | August Klughardt                | deutscher Komponist und Dirigent                                                                                   | 54    |       |
| 4. August  | Adolph von Gemmingen            | großherzoglich-hessischer Kammerherr, Grundherr in Fränkisch-Crumbach und Treschklingen                            | 80    |       |
| 4. August  | Wilhelm Kiesselbach             | deutscher Hals-Nasen-Ohren-Arzt und Hochschullehrer                                                                | 62    |       |
| 6. August  | Christian Förster               | deutscher Maler, Grafiker und Karikaturist                                                                         | 76    |       |
| 6. August  | Peter Jakob Stübben             | deutscher Schneidermeister, königlich preußischer Hoflieferant                                                     | 71    |       |
| 6. August  | Jasper D. Ward                  | US-amerikanischer Jurist und Politiker                                                                             | 73    |       |
| 7. August  | Rudolf von Bennigsen            | deutscher Politiker, MdR                                                                                           | 78    |       |
| 7. August  | Nikolaos Vokos                  | griechischer Maler und Bildhauer und Vertreter der Münchener Schule                                                |       |       |
| 8. August  | Louis Deschamps                 | französischer Maler                                                                                                | 56    |       |
| 8. August  | Ferdinand Kaltenbrunner         | österreichischer Historiker                                                                                        | 50    |       |
| 8. August  | Robert Münzing                  | deutscher Landwirt und Politiker (VP)                                                                              | 58    |       |
| 8. August  | James Tissot                    | französischer Maler                                                                                                | 65    |       |
| 8. August  | John Henry Twachtman            | US-amerikanischer Maler des Impressionismus                                                                        | 49    |       |
| 9. August  | Emile Benassit                  | französischer Maler, Radierer, Lithograph, Graphiker und Karikaturist                                              | 68    |       |
| 9. August  | Wilhelm Ferdinand Lieven        | deutscher Gutsbesitzer und Kommunalpolitiker                                                                       | 63    |       |
| 9. August  | Moritz Szeps                    | österreichischer Journalist und Zeitungsverleger                                                                   | 66    |       |
| 10. August | Adine Gemberg                   | deutsche Schriftstellerin                                                                                          | 42    |       |
| 10. August | Max Kegel                       | deutscher Sozialdemokrat und Dichter                                                                               | 52    |       |
| 10. August | James McMillan                  | US-amerikanischer Jurist und Politiker                                                                             | 64    |       |
| 11. August | Hans Artmann                    | österreichischer Landschafts- und Genremaler                                                                       | 33    |       |
| 12. August | Lorrin A. Cooke                 | Geschäftsmann, Politiker und Gouverneur von Connecticut                                                            | 71    |       |
| 14. August | Friedrich Barchewitz            | deutscher Architekt und Baubeamter                                                                                 |       |       |
| 14. August | Emil Killinger                  | badischer Beamter                                                                                                  | 51    |       |
| 15. August | Theodor Dirks                   | deutscher Lehrer sowie Schriftsteller                                                                              | 86    |       |
| 15. August | Josef Erwin von Lippert         | österreichischer Architekt, Restaurator, Maler, Zeichner und Lithograf                                             | 76    |       |
| 16. August | John F. Kinney                  | US-amerikanischer Jurist und Politiker                                                                             | 86    |       |
| 16. August | Clemens Müller                  | sächsischer Unternehmer                                                                                            | 74    |       |
| 17. August | Samuel Leopold Schenk           | österreichischer Embryologe                                                                                        | 61    |       |
| 18. August | Roderick R. Butler              | US-amerikanischer Politiker                                                                                        | 75    |       |
| 18. August | Eliza Cowie                     | neuseeländische Kirchen-, Sozial- und Gemeindearbeiterin                                                           | 66    |       |
| 19. August | Paul von der Planitz            | sächsischer General und Kriegsminister                                                                             | 64    |       |
| 20. August | Albrecht Kirchhoff              | deutscher Buchhändler                                                                                              | 75    |       |
| 20. August | Theodor Metzner                 | deutscher Sattler und Sozialdemokrat                                                                               | 72    |       |
| 20. August | Franz Tappeiner                 | österreichischer Arzt, Botaniker und Anthropologe                                                                  | 86    |       |
| 21. August | Franz Sigel                     | Offizier im Großherzogtum Baden, Kriegsminister der badischen Revolutionäre, General im Amerikanischen Bürgerkrieg | 77    |       |
| 22. August | Teresa Stolz                    | tschechische Sopranistin und Muse                                                                                  | 68    |       |
| 23. August | Louis Krug von Nidda            | deutscher Offizier und Politiker, MdR                                                                              | 81    |       |
| 23. August | Joseph Royal                    | kanadischer Politiker                                                                                              | 65    |       |
| 23. August | Henryk Siemiradzki              | polnischer Maler                                                                                                   | 58    |       |
| 24. August | Margarete Sophie von Österreich | Erzherzogin von Österreich und Herzogin von Württemberg                                                            | 32    |       |
| 24. August | Josef Walter                    | österreichischer Realitätenbesitzer und Politiker, Landtagsabgeordneter                                            | 60    |       |
| 24. August | Gustav Wertheimer               | österreichischer Genremaler                                                                                        | 55    |       |
| 25. August | Samuel L. Casey                 | US-amerikanischer Politiker                                                                                        | 81    |       |
| 25. August | Antoine Guillemot               | französischer Schmetterlingssammler und Heimatforscher                                                             | 79    |       |
| 25. August | Heinrich von Mendel-Steinfels   | preußischer Landesökonomierat und Mitglied des preußischen Abgeordnetenhauses                                      | 53    |       |
| 25. August | Policarpo Petrocchi             | italienischer Schriftsteller, Romanist, Italianist und Lexikograf                                                  | 50    |       |
| 26. August | Otto Gildemeister               | deutscher Journalist, Schriftsteller, Übersetzer, sowie Senator und Bürgermeister in Bremen                        | 79    |       |
| 26. August | George Hoadly                   | US-amerikanischer Politiker                                                                                        | 76    |       |
| 27. August | Friedrich August Frenzel        | deutscher Mineraloge                                                                                               | 60    |       |
| 27. August | Heinrich Carl Sölling           | deutscher Kaufmann, Stadtverordneter, Mäzen und Ehrenbürger der Stadt Essen                                        | 89    |       |
| 28. August | William Ball                    | US-amerikanischer Politiker                                                                                        | 72    |       |
| 29. August | Wilhelm von Behringer           | deutscher Politiker, MdR                                                                                           | 81    |       |
| 29. August | William C. Cooper               | US-amerikanischer Politiker                                                                                        | 69    |       |
| 29. August | Reese C. De Graffenreid         | US-amerikanischer Politiker                                                                                        | 43    |       |
| 30. August | Ludwig von Meixner              | bayerischer Verwaltungsbeamter                                                                                     | 60    |       |
| 30. August | Albert Theer                    | österreichischer Maler und Lithograf                                                                               | 86    |       |
| 31. August | Imre Steindl                    | ungarischer Architekt und Hochschullehrer                                                                          | 62    |       |
| 31. August | Gustav Wertheim                 | deutscher Mathematiker                                                                                             | 59    |       |
| 31. August | Mathilde Wesendonck             | deutsche Schriftstellerin und Muse des Komponisten Richard Wagner                                                  | 73    |       |
|            | John Lawrence Marye             | US-amerikanischer Politiker                                                                                        | 78    |       |

## September
| Tag           | Name                              | Beruf, bekannt als                                                           | Alter | Beleg |
| ------------- | --------------------------------- | ---------------------------------------------------------------------------- | ----- | ----- |
| 1. September  | Tyree Harris Bell                 | General der Konföderierten Staaten von Amerika im Amerikanischen Bürgerkrieg | 86    |       |
| 1. September  | Jacobus Cornelis Bloem            | niederländischer Beamter und Politiker, Finanzminister                       | 80    |       |
| 2. September  | Gusztáv Frigyes Keleti            | ungarischer Maler                                                            | 67    |       |
| 3. September  | Robert Bourke, 1. Baron Connemara | britischer Politiker und Kolonialbeamter                                     | 75    |       |
| 3. September  | Edward Eggleston                  | US-amerikanischer Dichter und Priester                                       | 64    |       |
| 3. September  | Rudolf Wilhelm Schoeller          | deutscher Kammgarn und Textilfabrikant und Konsul in der Schweiz             | 75    |       |
| 3. September  | Eduard Schwoiser                  | mährischer Historienmaler, der in München wirkte                             | 76    |       |
| 4. September  | John Henry Caldwell               | US-amerikanischer Rechtsanwalt und Politiker                                 | 76    |       |
| 4. September  | August Heller                     | ungarischer Wissenschaftshistoriker                                          | 59    |       |
| 4. September  | Paul Hugo Wolff                   | deutscher Reichsgerichtsrat                                                  | 60    |       |
| 5. September  | Rudolf Virchow                    | deutscher Arzt, Pathologe und Politiker (DFP), MdR                           | 80    |       |
| 5. September  | Heinrich von Wild                 | Schweizer Meteorologe und Physiker                                           | 68    |       |
| 6. September  | Frederick Augustus Abel           | englischer Chemiker                                                          | 75    |       |
| 6. September  | Philip James Bailey               | britischer Dichter und Autor                                                 | 86    |       |
| 6. September  | Hermann Theodor Hoffmann          | deutscher Oberbürgermeister und Politiker (NLP), MdR                         | 65    |       |
| 6. September  | Hammerton Killick                 | haitianischer Admiral und Marine-Oberbefehlshaber                            | 46    |       |
| 6. September  | Johann Friedrich Hermann Pinno    | preußischer Bergbeamter                                                      | 71    |       |
| 6. September  | Julius Platzmann                  | deutscher Botaniker, Zeichner und Sprachforscher                             | 70    |       |
| 7. September  | Theodor von Heldreich             | deutscher Botaniker                                                          | 80    |       |
| 7. September  | William N. Roach                  | US-amerikanischer Politiker                                                  | 61    |       |
| 7. September  | Gabriel Stalder                   | Schweizer Politiker                                                          | 74    |       |
| 7. September  | Franz Wüllner                     | deutscher Komponist und Dirigent                                             | 70    |       |
| 8. September  | William Coleman Anderson          | US-amerikanischer Politiker                                                  | 49    |       |
| 8. September  | Ulrich von Behr-Negendank         | deutscher Politiker, MdR                                                     | 76    |       |
| 8. September  | James Hobrecht                    | deutscher Stadtplaner                                                        | 76    |       |
| 9. September  | Georges Fouré                     | französisch-deutscher Briefmarkenfälscher                                    | 58    |       |
| 11. September | Émile Bernard                     | französischer Komponist und Organist                                         | 58    |       |
| 11. September | Ernst Ludwig Dümmler              | deutscher Historiker                                                         | 72    |       |
| 12. September | Charles B. Andrews                | US-amerikanischer Anwalt und Politiker; Gouverneur von Connecticut           | 65    |       |
| 12. September | Samuel Rosenthal                  | polnisch-französischer Schachmeister und Journalist                          | 65    |       |
| 12. September | Alexander Robey Shepherd          | US-amerikanischer Politiker                                                  | 67    |       |
| 13. September | John Horace Forney                | General der Konföderierten im Amerikanischen Bürgerkrieg                     | 73    |       |
| 13. September | Josef Gabler                      | österreichischer, römisch-katholischer Priester und Hymnologe                | 78    |       |
| 13. September | Peter Conradin von Planta         | Schweizer Jurist, Journalist und Politiker                                   | 86    |       |
| 13. September | Eduard Swoboda                    | österreichischer Maler                                                       | 87    |       |
| 14. September | Daniel Reinhold Finsterbusch      | deutscher Lehrer und Komponist                                               | 76    |       |
| 15. September | Horace Gray                       | US-amerikanischer Jurist                                                     | 74    |       |
| 15. September | Karl Parey                        | deutscher Beamter, Rechtsanwalt und Politiker (NLP), MdR                     | 72    |       |
| 16. September | Adolf Hünefeld                    | deutscher Komponist und Organist                                             | 48    |       |
| 16. September | Konrad Maurer                     | deutscher Rechtshistoriker                                                   | 79    |       |
| 16. September | Manuel María Paz                  | kolumbianischer Soldat, Kartograf und Zeichner                               | 82    |       |
| 17. September | Johannes Mahraun                  | deutscher Philologe                                                          | 64    |       |
| 17. September | Ida von Zedlitz-Neukirch          | deutsche Schauspielerin und Theaterdirektorin                                | 63    |       |
| 18. September | Isaak Rülf                        | deutscher Rabbiner und jüdischer Politiker                                   | 71    |       |
| 19. September | Marie Henriette von Österreich    | Königin der Belgier                                                          | 66    |       |
| 19. September | Masaoka Shiki                     | japanischer Schriftsteller                                                   | 34    |       |
| 19. September | Paul Persius                      | deutscher Jurist, Beamter, Politiker                                         | 70    |       |
| 20. September | Patriz Huber                      | Mitglied der Darmstädter Künstlerkolonie                                     | 24    |       |
| 21. September | Davide Albertario                 | italienischer Geistlicher, katholischer Priester und politischer Publizist   | 56    |       |
| 21. September | Christoph Ernst Luthardt          | deutscher evangelischer Theologe                                             | 79    |       |
| 22. September | Salomon Cohn                      | deutscher Rabbiner                                                           | 80    |       |
| 22. September | Augustin Alexis Damour            | französischer Mineraloge                                                     | 94    |       |
| 22. September | Siegmund Hinrichsen               | deutscher Politiker, MdHB                                                    | 61    |       |
| 22. September | Alexander Linnemann               | deutscher Architekt, Glasmaler und Kunstgewerbler                            | 63    |       |
| 23. September | John Wesley Powell                | US-amerikanischer Forscher                                                   | 68    |       |
| 23. September | Lambert Rospatt                   | deutscher Verwaltungsbeamter und Parlamentarier                              | 73    |       |
| 23. September | Karl Wehrli                       | Schweizer Glasmaler                                                          | 59    |       |
| 25. September | Ernst Adolph Meißner              | deutscher Tier- und Landschaftsmaler                                         | 65    |       |
| 25. September | Wilhelm Oechelhäuser              | deutscher Industrieller, Politiker (NLP), Bürgermeister, MdR                 | 82    |       |
| 26. September | Karl Ewald Hasse                  | deutscher Mediziner und Professor für spezielle Pathologie                   | 92    |       |
| 26. September | Eduard Hula                       | österreichischer klassischer Archäologe                                      | 40    |       |
| 26. September | Levi Strauss                      | deutsch-amerikanischer Industrieller und Erfinder der Jeans                  | 73    |       |
| 26. September | Salomon Wohl                      | deutscher Schulgründer                                                       |       |       |
| 27. September | Horacio Espondaburu               | uruguayischer Maler                                                          | 47    |       |
| 28. September | Friedrich Hermann Hartmann        | deutscher Landschaftsmaler und Fotograf                                      | 80    |       |
| 28. September | Richard Voigtel                   | deutscher Architekt und Kölner Dombaumeister                                 | 73    |       |
| 29. September | Gustav von Goßler                 | preußischer Staatsminister und Politiker, MdR                                | 64    |       |
| 29. September | Iosif Ivanovici                   | rumänischer Komponist                                                        | 57    |       |
| 29. September | William McGonagall                | schottischer Exzentriker, Abstinenzler und Dichter                           |       |       |
| 29. September | Émile Zola                        | französischer Schriftsteller und Journalist                                  | 62    |       |
| 30. September | Wilhelm Block                     | deutscher Forstbeamter                                                       | 76    |       |